# 岡山ゴルフ倶楽部
岡山ゴルフ倶楽部（おかやまゴルフくらぶ）は、 岡山県倉敷市にあるゴルフ場である。

## 概要
「岡山ゴルフ倶楽部」の前身は、1930年（昭和5年）、倉敷市郊外の高梁川の河川敷に開場した「吉備ゴルフ倶楽部・霞橋ゴルフ場」である。1934年（昭和9年）、クラブ名称の吉備ゴルフ倶楽部を「岡山ゴルフ倶楽部」と改称された。しかし、河川敷のため風水害にたびたび見舞われたため、新たな候補地の帯江鉱山跡への移転の動きが出たが実現しなかった。
終戦、1946年（昭和21年）、岡山ゴルフ倶楽部は復活し、1951年（昭和26年）、再び帯江鉱山跡への移転計画が動き出した。計画は順調に進行し、初代キャプテンの河田大作は、自費でコースの造成工事を着工した。コース設計は、役員やグリーンキーパーと施工会社の技術者達と、会員有志の合作だった。
1953年（昭和28年）10月1日、9ホールのゴルフ場が開場された。クラブ名称も岡山ゴルフ倶楽部・霞橋ゴルフ場から「岡山ゴルフ倶楽部・帯江コース」に改称された。また、霞橋ゴルフ場は「岡山霞橋ゴルフ倶楽部」（1930年（昭和5年）開場、設計・ J・E・クレイン）となった。1969年（昭和44年）、3ホールを増設して計12ホールとなる。1973年（昭和48年）、6ホールを増設して計18ホールのゴルフ場が完成した。
コースは、ブルドーザーを使っての造成工事ではなく、会員の手にる手造りの自然に近い造りである。コースは、9ホールが開場してから18ホールが完成するまで20年かかったことになる。コース設計家の井上誠一は、岡山ゴルフ倶楽部・帯江コースについて聞かれ、「個性のある面白いコースに出来上がっている」と語った。

## 所在地
〒710-0016 岡山県倉敷市中庄2769－2

## コース情報
- 開場日 - 1953年10月1日
- 設計者 - 吉村 利一郎
- 面積 - 560,000m2（約16.9万坪）
- コースタイプ - 丘陵コース
- コース - 18ホールズ、パー72、6,500ヤード、コースレート72.6
- フェアウェー - コウライ
- ラフ - ノシバ
- グリーン - 1グリーン、ベント（ペンクロス）
- ラウンドスタイル - 全組キャディ付、乗用カート使用によるラウンド、1組4人が原則、状況によりツーサム可
- 練習場 - 無し
- 休場日 - 毎週火曜日、12月31日、1月1日[2][3]

## クラブ情報
- ハウス面積 - 2,900m2（877.2坪）
- ハウス設計 - 株式会社 能瀬建築構造研究所
- ハウス施工 - 日本国土開発 株式会社[2][3]

## ギャラリー
- コース - 「岡山ゴルフ倶楽部」、コース紹介、2021年9月23日閲覧
- ハウス - 「岡山ゴルフ倶楽部」、施設紹介、2021年9月23日閲覧

## 交通アクセス
- 鉄道 - 山陽本線 - 中庄駅より タクシー利用 約5分[4]
- 道路 - 瀬戸中央自動車道 - 早島ICより3Km[4]

## 関連文献
- 『ゴルフ場ガイド 版』、2006-2007、「岡山ゴルフ倶楽部」、東京 ゴルフダイジェスト社、2006年5月、2021年9月23日閲覧
- 『美しい日本のゴルフコース BEAUTIFUL GOLF CULTURE IN JAPAN 日本のゴルフ110年記念 ゴルフは日本の新しい伝統文化である』、ゴルフダイジェスト社「美しい日本のゴルフコース」編纂委員会編、「荒造成後、実際に球を打ち、ホールを確定しながら造られていった」、東京 ゴルフダイジェスト社、2013年12月、2021年9月24日閲覧